# Eugeniusz Wachowski
Eugeniusz Wachowski (ur. 15 stycznia 1932, zm. 19 marca 2000 w Poznaniu) – polski dyskobol, trener reprezentacji,  profesor Akademii Wychowania Fizycznego w Poznaniu.

## Życiorys
Pochodził z Niedźwiady k. Łowicza. Następnie wychowanek Pelikana Łowicz. Był rekordzistą Polski w rzucie dyskiem z wynikiem 51,16 m (1956), kapitanem słynnego Wunderteamu. Zdobył brązowe medale na Akademickich Mistrzostwach Świata w Paryżu (1957) i Uniwersjadzie w Turynie z wynikiem 52,22 m (1959). W 1958 wystąpił na mistrzostwach Europy w Sztokholmie – wynik 46,96 m dał mu 19. miejsce w eliminacjach i brak awansu do finału. Czterokrotny medalista mistrzostw Polski. Swój rekord życiowy ustanowił w 1963 – 52,69 m. Następnie trener kadry narodowej i olimpijskiej w rzucie dyskiem. Profesor AWF w Poznaniu. Tytuł profesorski otrzymał w Pałacu Prezydenckim w dniu 15 grudnia 1999 r. Autor i współautor kilku książek i opracowań z teorii sportu m.in. „Sprawność motoryczna młodych akrobatów”, „Sprawność tenisistów”, „Wytrzymałość szybkościowa w piłce nożnej”, „Trafność pomiaru motorycznych cech kondycyjnych”.